# نبرد یلنیا
نبرد یلنیا یک درگیری نظامی بین ماه‌های ژوئیه تا سپتامبر سال ۱۹۴۱ بین ورماخت و ارتش سرخ در طول نبرد اسمولنسک در جریان عملیات بارباروسا در جبهه شرقی جنگ جهانی دوم بود.

## پیش‌زمینه
عملیات بارباروسا، تهاجم آلمان به شوروی، از روز ۲۲ ژوئن سال ۱۹۴۱ آغاز شد. نیروهای آلمانی با در هم کوبیدن دفاع مرزی ارتش سرخ، پیشروی سریعی در سه محور راهبردی در عمق خاک شوروی صورت دادند. تا اوایل ماه ژوئیه ورماخت در مرکز خط مقدم سه ارتش میدانی ارتش سرخ را در غرب مینسک به محاصره درآورد و منهدم کرد و سپس از رودهای دوینا و دنیپر عبور نمود. موفقیت‌های مشابهی نیز در جناحین شمالی و جنوبی صورت گرفت. در مرحله دوم عملیات، آلمانی‌ها، پس از یک ماه مبارزه سنگین، محاصره عمده بزرگ دیگری این بار حوالی اسمولنسک ایجاد کردند و سه ارتش میدانی دیگر شوروی را از بین بردند.

## تهاجم گودریان به سمت یلنیا
در میانه نبرد اسمولنسک، یک حفره در حلقه محاصره ورماخت در طول کرانه مردابی رود دنیپر در جنوب یارتسفو باقی مانده بود. درحالیکه سپاه ۲۴ موتوریزه ورماخت از جناح جنوبی گروه زرهی ۲ محافظت می‌کرد و سپاه ۴۷ موتوریزه آن کاملاً صرف نگاه داشتن قسمت جنوبی محاصره شده بود، تنها سپاه ۴۶ موتوریزه ورماخت در مرکز خط مقدم گروه زرهی ۲ می‌توانست با چرخش به سمت شمال شرقی محاصره را تکمیل کند. با این حال، ارتشبد هانتس گودریان، فرمانده گروه زرهی ۲، تصمیم گرفت به جای خرچش سپاه ۴۶ موتوریزه ورماخت به جانب ناحیه غرب یارتسفو جهت اتصال به نیروهای گروه زرهی ۳ در شمال غربی اسمولنسک و تکمیل محاصره، به منظور به دست آوردن موضع مناسبی جهت یورش به مسکو، به سمت ارتفاعات یلنیا در ۸۰ کیلومتری جنوب شرقی اسمولنسک حرکت کند.
لشکر دهم زرهی سپاه ۴۶ موتوریزه ورماخت ساعت ۹ صبح روز ۱۶ ژوئیه موظف به تصرف یلنیا شد. در این هنگام لشکر نوزدهم تفنگ‌دار ارتش بیست‌وچهارم شوروی در حال دفاع از یلنیا بود. رسیدن بیشتر نیروهای لشکر دهم زرهی ورماخت به پوچینوک و پرودکی در ۵۰ کیلومتری غرب یلنیا تا صبح روز ۱۸ ژوئیه به طول انجامید. آسیب‌دیدگی پل رود خمارا در اثر اقدام نیروهای ارتش سرخ جهت انهدام آن موجب توقف یگان‌های جلودار این لشکر در استریگینو در ۴۰ کیلومتری غرب یلنیا گردید. با تلاش تانک‌های لشکر دهم زرهی ورماخت جهت گذر از این نقطه، پل آسیب‌دیده ساعت ۵ بامداد کاملاً تخریب شد. تأخیر حاصل از این حادثه و سایر اتفاقات تهاجم به یلنیا را تا ظهر روز بعد به تعویق انداخت. با استفاده از این تأخیر ارتش سرخ مواضع خود در جاده پوچینوک-یلنیا را با موانع ضد تانک تقویت کرد. به هر صورت، یلنیا تا ساعت ۱۰ شب ۱۹ ژوئیه در مقابل مقاومت شدید نیروهای شوروی و زیر گلوله‌باران توپخانه سنگین آلمانی‌ها، به تصرف لشکر دهم زرهی ورماخت درآمد. این مسئله موجب پدید آمدن منطقه برآمدگی یلنیا در خط مقدم ورماخت شد.

## مواضع ورماخت در برآمدگی یلنیا
همان روز ۱۹ ژوئیه گودریان دستور به توقف پیشروی و بازسازی نیروها داد. به فرمان سپهبد هاینریش فون فیتینگهوف، فرمانده سپاه ۴۶ موتوریزه ورماخت، لشکر داس رایش اس‌اس جهت تقویت مواضع تسخیر شده به شمال شرقی یلنیا منتقل شد. این نیروهای وافن اس‌اس می‌بایست از خط مقدمی بلند به طول بیش از ۳۰ کیلومتر دفاع می‌کردند. برای کوتاه‌تر کردن خط دفاعی لشکر داس رایش اس‌اس، فون فیتینگهوف تصمیم به وارد کردن هنگ پیاده‌نظام گروس‌دویچلانت به منطقه برآمدگی در جناح چپ لشکر داس رایش اس‌اس گرفت. روز ۲۰ ژوئیه با لغو فرمان پیشین گودریان، لشکر دهم زرهی ورماخت توانست برخی مواضع توپخانه ارتش سرخ در جنوب و شرق یلنیا را پاکسازی کند. در اثر مشکلات عمده تدارکاتی از جمله کمبود روغن موتور و اقدامات دشمن، تا روز ۲۲ ژوئیه تنها ۹ تانک عملیاتی برای لشکر دهم زرهی ورماخت باقی مانده بود.
یگان‌های پیاده‌نظام ورماخت از روز ۲۵ ژوئیه شروع به آزاد کردن لشکر دهم زرهی از درون برآمدگی یلنیا کردند. این فرایند تا روز ۲۸ ژوئیه به طول انجامید. سپاه ۹ ورماخت پس از ورود به برآمدگی یلنیا در قسمت جنوبی آن موضع گرفت.

## ضد حملات اولیه جبهه غربی شوروی
از دست رفتن اسمولنسک و محاصره در حال تکمیل حول بخش قابل توجهی از نیروهای جبهه غربی شوروی، استالین را به واکنش واداشت. او روز ۱۶ ژوئیه تمام فرماندهان جبهه غربی را متهم به داشتن «نگرش تخلیه» کرد و چنین افرادی را مجرمانی خواند که علیه سرزمین مادری مرتکب خیانت شده‌اند. با وجود اذعان تیموشنکو بر این که «نیروی ناکافی جهت پوشش محور یارتسفو، ویازما و مسکو» مخصوصاً در زمینه تانک در اختیار ندارد و گلایه او نسبت به اجرای ضدحمله، استاوکا با ارسال چهار ارتش بیست‌وچهارم، بیست‌وهشتم، بیست‌ونهم و سی‌ام از جبهه ذخیره شوروی به عنوان نیروی کمکی، روز ۲۰ ژوئیه به جبهه غربی شوروی دستور داد با تشکیل چهار گروه عملیاتی، بزرگ‌ترین ضدحمله شوروی تا این روز از جنگ را به سمت اسمولنسک به اجرا درآورد و با شکست نیروهای آلمانی، سه ارتش شوروی را از خطر محاصره برهاند.
این لشکرهای تفنگ‌دار و تانک شوروی به‌تازگی و با عجله غالباً از نیروهای ذخیره نیمه‌آموزش‌دیده و سربازان وظیفه آموزش‌ندیده در کنار تعدادی از افسران ان‌کاوه‌ده و نیروهای پیشین مرزبانی، تشکیل شده بودند و هیچ فرصتی برای هیچ‌گونه تمرین مورد نیاز در قالب یگان خود نداشتند. با توجه به این شرایط، یریومنکو که مسئول اجرای طرح ضدحمله تیموشنکو بود، بعدها آن را «کاملاً غیر واقع‌بینانه» توصیف کرد. به هر صورت، ضدحمله تیموشنکو با پنج گروه عملیاتی از روز ۲۱ ژوئیه آغاز شد و مواضع آلمانی‌ها از بلیی در شمال تا روسلافل در جنوب را به شدت مورد هدف قرار داد. با وجود تلاش فراوان استاوکا برای ایجاد هماهنگی بین این ضدحملات، تهاجم ارتش سرخ به شکل نامنظمی پیش رفت اما توانست به برخی موفقیت‌ها دست یابد. در مواجهه با این ضد حملات، برای نخستین بار در جنگ، لشکرهای زرهی و موتوریزه گروه ارتش مرکز ورماخت وادار به اتخاذ حالت دفاعی سازمان‌یافته شدند؛ وظیفه‌ای که نه بدان منظور ساختار یافته بودند و نه به آن عادت داشتند.
ضدحمله گروه عملیاتی کاچالوف متشکل از نیروهای ارتش بیست‌وهشتم شوروی، از روز ۲۳ ژوئیه از حوالی روسلافل، تا روز ۲۷ ژوئیه لشکر دهم زرهی و هنگ پیاده‌نظام گروس‌دویچلانت ورماخت را در منطقه برآمدگی یلنیا در خطر محاصره قرار داد. این ضدحمله قدرتمند لشکر هجدهم زرهی ورماخت را که به تازگی خود را به موقعیت هنگ پیاده‌نظام گروس‌دویچلانت رسانده بود، به همراه این هنگ، بلافاصله برای مدتی زمین‌گیر کرد. در پی این ضد حملات ارتش سرخ در این ناحیه، با وجود تحمل خسارات انسانی و تجهیزاتی سنگین، برای حفظ شرقی‌ترین نقطه دست یافته شده در مسیر مسکو، تسلط آلمانی‌ها بر منطقه برآمدگی یلنیا حفظ شد. وجود تعدادی توپ خودکششی اشتورم‌گشوتس در سپاه ۱۳ ورماخت به عنوان دفاع ضدتانک و ذخیره متحرک و هواگردهای لوفت‌وافه مخصوصاً بمب‌افکن‌های شیرجه‌ای اشتوکا با حملات مداوم خود به دشمن، نقش مؤثری در این مسئله داشت. در این حال، شدت حملات توپخانه‌ای ارتش سرخ از شرق یلنا اختلال جدی در تحرکات ورماخت ایجاد کرد و موجب غافلگیری آن شد.

## اصرار گودریان بر حفظ یلنیا

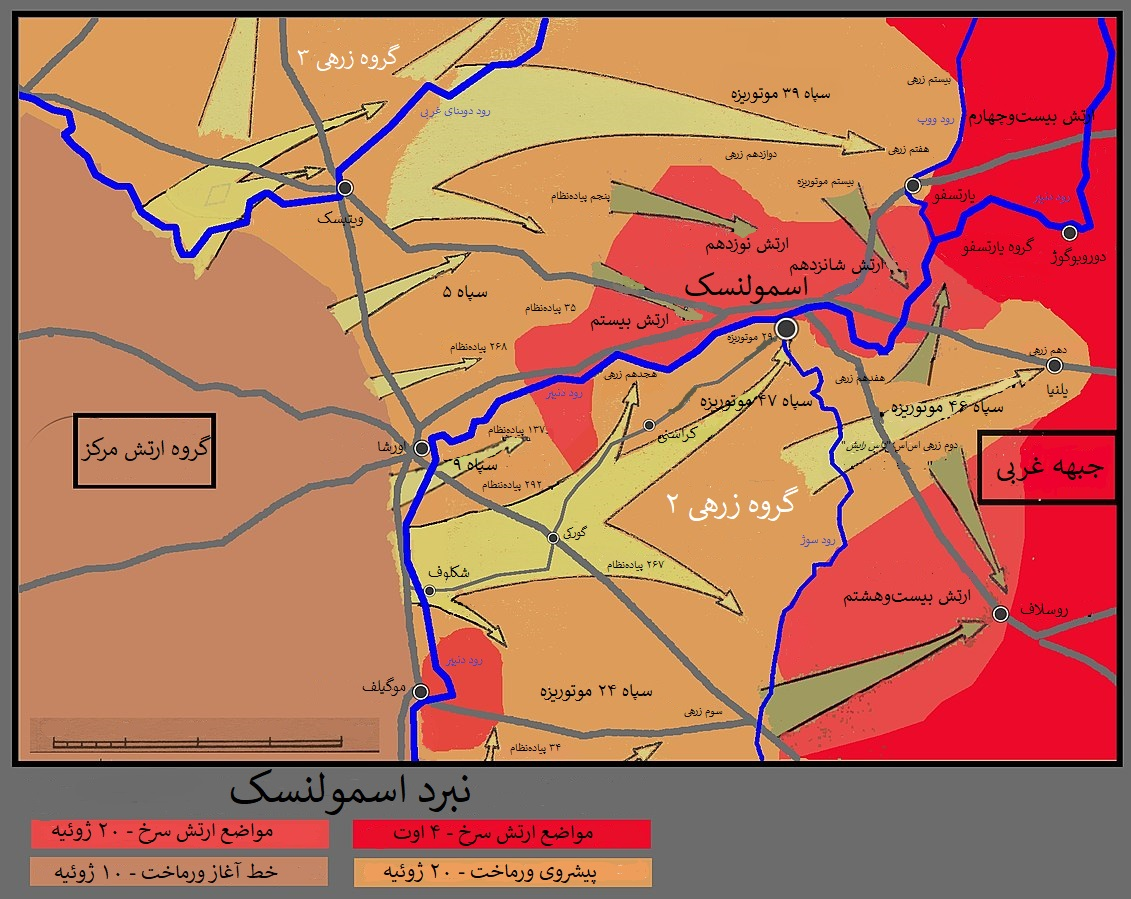
۱- مرحله نهایی محاصره و انهدام نیروهای ارتش سرخ در ناحیه اسمولنسک (مرکز تصویر) ۲- ایجاد منطقه برآمدگی یلنیا توسط گروه زرهی ۲ (پیکان زرد به سمت شرق در مرکز)

صبح روز ۲۰ ژوئیه فیلدمارشال، گونتر فون کلوگه، فرمانده ارتش چهارم ورماخت به عنوان مافوق ظاهری گودریان، در تماس تلفنی از او خواست سپاه ۴۶ موتوریزه ورماخت را از برآمدگی یلنیا بیرون بکشد تا به کمک آن محاصره ناحیه اسمولنسک تکمیل شود. گودریان با ارائه پاسخ منفی، این عمل را موجب «سرسخت‌تر شدن دشمن شکست‌خورده» دانست. با اصرار گودریان بر حفظ برآمدگی یلنیا بر خلاف درخواست فون کلوگه و با توجه به ناتوانی سپاه ۴۶ موتوریزه ورماخت در پیشروی به سمت دوروگوبوژ و اتصال به نیروهای گروه زرهی ۳ در شمال، بخش بزرگی از قوای ارتش‌های شانزدهم و بیستم شوروی موفق به گریز از محاصره اسمولنسک به سمت شرق از راه دوروگوبوژ شدند. همان روز ۲۰ ژوئیه فون بک با ارسال یکی از افسران ستاد خود به قرارگاه گودریان، با بی‌اهمیت خواندن هر چیز دیگر، از او خواست «منطقی باشد» و با غیرممکن دانستن حرکت بلافاصله به طرف مسکو، دست از پیشروی بیشتر به سمت شرق بردارد تا محاصره تکمیل گردد.
به هر صورت، حفره شرق اسمولنسک در نهایت روز ۲۶ ژوئیه با رسیدن لشکر بیستم پیاده‌نظام موتوریزه از گروه زرهی ۳ به لشکر هفدهم زرهی از گروه زرهی ۲ در غرب یارتسفو، کاملاً بسته شد تا بخش بزرگی از نیروهای شوروی در داخل محاصره قوای ورماخت قرار بگیرند.

## ادامه مسئله ناحیه یلنیا
از میانه ماه اوت بیشتر نیروهای زرهی و پشتیبانی هوایی گروه ارتش مرکز شروع به چرخش به سمت لنینگراد و اوکراین در شمال و جنوب کردند. بدین ترتیب ارتش‌های پیاده‌نظام چهارم و نهم ورماخت در مواضع دفاعی خط مقدم مستقر شدند و گروه ارتش مرکز ابتکار عمل را در میدان نبرد از دست داد. تأکید گودریان بر حفظ منطقه برآمدگی یلنیا به اندازه‌ای بود که در دیدار روز ۴ اوت هیتلر از قرارگاه فرماندهی گروه ارتش مرکز، به پیشوا ابراز داشت حتی اگر قصدی برای تهاجم به سمت مسکو وجود نداشته باشد، «حفظ این منطقه برآمدگی همچنان یک مسئله حیثیتی است». به هر صورت هیتلر به چنین سخنانی اهمیت نمی‌داد و معتقد بود «به هیج وجه نباید اجازه داد مسئله حیثیت بر تصمیم‌گیری‌ها تأثیر بگذارد». با این حال تصمیم‌گیری نهایی در این رابطه فعلاً به تعویق افتاد.

از روز ۸ اوت دفاع از منطقه محدب یلنیا موقتاً به سپاه ۲۰ ارتش نهم ورماخت سپرده شد. فرماندهی کلی این ناحیه همچنان در اختیار گروه زرهی ۲ گودریان بود. ادامه حملات ارتش سرخ به ناحیه یلنیا وضعیت سختی برای سه لشکر پیاده‌نظام سپاه ۲۰ ورماخت در خط مقدم ۶۰ کیلومتری در شرایط جغرافیایی دشوار ایجاد کرده بود. سپاه ۲۰ ورماخت در گزارش روز ۱۳ اوت تلفات خود را مخصوصاً در قسمت شمالی، سنگین و پاسخ مناسب به آتش توپخانه دشمن را در اثر کمبود مهمات، غیرممکن دانست. این گزارش در نهایت پیش‌بینی کرد اگر حملات نیروهای شوروی با هماهنگی بهتر و با توانی بیش از سطح گردان صورت بگیرد، ممکن است لشکرهای آن قادر به حفظ مواضع خود نباشند. از این رو سپهبد ماترنا، فرمانده این سپاه روز ۱۴ اوت به قرارگاه گروه زرهی ۲ پرواز و از گودریان درخواست یاری کرد. او خواهان این شد که یا اجازه یابد با عقب‌نشینی خط مقدم خود را کوتاه‌تر کند یا گروه زرهی ۲ برای سپاه ۲۰ نیروی کمکی بفرستد. گودریان پاسخ روشنی به این استمداد نداد. او ضمن طرح پیشنهاد حرکت بیشتر به سمت شرق در جهت رود دسنا جهت مقابله با دشمن در شرق منطقه محدب، به نوبه خود از فن بک خواست برای سپاه ۲۰ مهمات و پوشش هوایی تأمین کند که با ابراز ناتوانی فرمانده گروه ارتش مواجه گشت. عصر همان روز هالدر در تماس تلفنی با فن گرایفنبرگ، رئیس ستاد گروه ارتش مرکز، تصمیم‌گیری نهایی دربارهٔ یلنیا و امکان پیشروی به سمت شرق را به فن بوک محول نمود. با این وجود خود هالدر حامی حفظ یلنیا بود. به هر صورت هالدر روز ۱۵ اوت در یادداشت‌های خود می‌آورد: 
خط مقدم ۷۳۰ کیلومتری گروه ارتش مرکز با ۴۰ لشکر پیاده‌نظام آن، به اندازه‌ای تحت فشار است که اتخاذ دفاع مناسب مستلزم ملاحظات وسیعی می‌باشد که تا به کنون در جزئیات به آن اندیشیده نشده‌است. سازمان کنونی خط مقدم به هیچ وجه مناسب یک دفاع پایدار نیست.
روز ۱۵ اوت گروه زرهی ۲ به سپاه ۹ ورماخت فرمان داد هر دو لشکر ۱۳۷ و ۲۶۳ پیاده‌نظام خود از ناحیه روسلافل به داخل منطقه محدب یلنیا بازگرداندن تا لشکر داس رایش اس‌اس و هنگ پیاده‌نظام گروس‌دویچلانت آزاد شوند. سپاه ۴۶ موتوریزه ورماخت جهت تسریع این فرایند کامیون‌هایی از جانب خود در اختیار این سپاه پیاده‌نظام قرار داد. روز ۱۶ اوت لشکر هفتاد و ششم پیاده‌نظام جایگزین لشکر به شدت آسیب‌دیده پانزدهم پیاده‌نظام سپاه ۲۰ ورماخت در ناحیه یلنیا شد. تا روز ۱۷ اوت، تنها در عرض یک هفته حضور درون منطقه محدب، سپاه ۲۰ ورماخت ۲٬۲۵۴ نفر نیروهای خود از جمله ۹۷ افسر، را از دست داده بود. روز ۱۸ اوت سپهبد فن گییر، فرمانده سپاه ۹ ورماخت خواهان بازگشت برخی از یگان‌های توپخانه سنگین و توپ‌های خودکششی گروه زرهی ۲ به ناحیه یلنیا گشت. این درخواست پس از آن ارائه گردید که روز پیش از آن گروه زرهی ۲ تقریباً تمامی توپخانه سنگین و مهندسان سپاه ۲۰ ورماخت را از آن گرفت. با این حال، گودریان در ارتباط با توپخانه کوتاه نیامد و تنها کمکی که به سپاه ۲۰ ورماخت کرد اجازه به آن در تعویق انداختن آزاد شدن لشکر دهم زرهی در جنوب این سپاه، توسط لشکر ۲۶۸ پیاده‌نظام در جنوب شرقی منطقه محدب بود.

روز ۲۲ اوت فرماندهی سه سپاه پیاده‌نظام درون منطقه محدب یلنیا به ارتش چهارم ورماخت منتقل شد. این سه سپاه شامل سپاه ۹ در شمال و غرب، سپاه ۲۰ در شرق و جنوب و سپاه ۷ در طول رود دسنا در جنوب منطقه محدب بود. با این حال با توجه به بیماری فن کلوگه، در حقیقت گودریان تا روز ۲۶ اوت این نیروها را فرماندهی کرد. روز ۲۴ اوت فن گییر خواهان بازگشت لشکر پانزدهم پیاده‌نظام ورماخت به منطقه جهت کمک به لشکر ۲۶۳ پیاده‌نظام ورماخت که در شمال غربی ناحیه دقیقاً در گردن منطقه محدب زیر حملات سخت قرار داشت و روزانه ۱۰۰ تن از نیروهایش را از دست می‌داد، گردید که فعلاً به آن ترتیب اثر داده نشد. با وجود ارسال مقداری بیشتری از آتشبارهای توپخانه سنگین، فن بک اجازه بازگشت توپ‌های خودکششی لشکر داس رایش اس‌اس به منطقه جهت مقابله با گلوله‌باران مداوم دشمن، را نداد. بخشی از توپخانه لشکر پانزدهم پیاده‌نظام ورماخت بدین منظور به لشکر ۲۶۳ پیاده‌نظام آن تعلق گرفت. سرهنگ گونتر بلومنتریت، رئیس ستاد ارتش چهارم ورماخت، شرایط را این گونه تشریح می‌کند: 
بدون هیچ پشتیبانی قابل توجه زرهی، رزم ما به نبرد سنگرها در طول رود دسنا تقلیل یافت که فشار بسیار سنگینی بر نیروها داشت. روس‌ها با شدت حمله می‌کردند و دوباره و دوباره موفق به رخنه در خطوط نازک ما می‌شدند. … بخش‌هایی با عرض حدود ۳۰ کیلومتر به لشکرها تعلق یافته بود. به علاوه، با توجه به تلفات سنگین متحمل شده پیشین در طول عملیات، این لشکرها معمولاً دارای کسری توان بودند و ذخایر تاکتیکی وجود نداشت.
با پرواز فن گییر و ماترنا در ۲۷ اوت به مینسک جهت دیدار با فن کلوگه و دعوت از او به دیدار از خط مقدم، فن کلوگه با حضور در منطقه محدب یلنیا بلافاصله دستور به ارسال لشکر پانزدهم پیاده‌نظام به کمک لشکر ۲۶۳ پیاده‌نظام داد. فن کلوگه پس از این بازدید، در پیش‌بینی مشابه پیش‌بینی سپاه ۲۰ ورماخت، در گزارش به فن اعلام کرد، با توجه به شدت گلوله‌باران توپخانه آن‌ها با مهمات «نامتناهی»، اگر ارتش سرخ با توانی بالاتر از سطح گردان حملاتش را به صورت متمرکز ادامه دهد خواهد توانست خط مقدم ورماخت را کاملاً بشکند. او تصرف این ناحیه توسط گروه زرهی ۲ را جهت عملیات تهاجمی دانست که هم‌اکنون با از دست رفتن روزانه ۵۰ تا ۱۵۰ نفر در هر لشکر، دفاع از آن بسیار دشوار شده‌است؛ درحالیکه تنها یک راه تدارکاتی از عرض ۱۸ کیلومتری منطقه محدب، آن را به مناطق غربی متصل می‌کند. فن کلوگه در نهایت توصیه یا تهاجم به سرعت به سمت مسکو از سر گرفته شود یا ورماخت این منطقه محدب را رها کند.
در این حال نیروهای آلمانی در شرایطی از منطقه محدب یلنیا دفاع می‌کردند که با اختلال در ایجاد استحکامات، شبکه مؤثری از سنگرها در آن وجود نداشت و تمامی سنگرهای حفر شده تنها سنگرهای یک یا دو نفره با فاصله‌های ۱۰ تا ۲۰ متری بودند. در بیشتر نقاط دفاع ورماخت هیچ عمقی نداشت و هیچ نیروی ذخیره‌ای در اختیار گردان‌ها و لشکرهای آلمانی نبود. با توجه به فاصله نزدیک با دشمن، تردد روزانه برای آلمانی‌ها غیرممکن و تمامی تحرکات جز موارد ضروری، در شب‌ها نیز منع گشته بود؛ به وجهی که رساندن غذا به نیروها صرفاً شبانه و به سختی و با خطر انجام می‌گرفت. نیروهای ورماخت در این ناحیه به شدت زیر گلوله‌باران توپخانه ارتش سرخ با مهمات «نامتناهی» و دقت بالا بودند. در یک مورد در شب ۲۴ اوت ۵ هزار گلوله توپ، عموماً با کالیبر ۱۲۰ تا ۱۷۰ میلی‌متر، بر سر لشکر هفتاد و هشتم ورماخت فرود آمد. این‌ها روحیه نیروهای آلمانی را متزلزل ساخته بود.

## ادامه ضد حملات شوروی

### ضد حملات اولیه ارتش سرخ
با دریافت دستور ژوکوف در ۱۵ اوت، ارتش بیست و چهارم جبهه ذخیره شوروی به فرماندهی سرلشکر راکوتین مواضع آلمانی‌ها در گذرگاه یلنیا را از روز ۱۷ اوت مورد حمله قرار داد. پنج لشکر ارتش چهارم ورماخت در حال دفاع از این گذرگاه در شرق رود دسنا بودند. با تحمل تلفات سنگین در قبال دستاوردهای محدود، روز ۲۱ اوت راکوتین درخواست مجوز توقف حمله را کرد که ژوکوف با آن موافقت نمود. گفته می‌شود این ضد حملات اولیه ژوکوف، بدون انتظار حصول نتایج بزرگ، با وجود خلق مشکلات فراوان برای دشمن مخصوصاً در ناحیه سپاه ۲۰ ورماخت، جهت شناخت مواضع آلمانی‌ها و یافتن نقاط ضعف دفاع آن‌ها صورت گرفته‌است.
با وجود برنامه‌ریزی دقیق، شرایط رزمی موجب شد ضدحمله تیموشنکو در جبهه غربی تکه‌تکه صورت بگیرد. این ضد حملات سپاه ۵ و ۸ ارتش نهم ورماخت را مورد هدف قرار داد. ارتش نوزدهم که با لشکرهای صد و یکم تانک و شصت و چهارم تفنگ‌دار تقویت شده بود، با پشتیبانی قابل ملاحظه توپخانه، با حمله از روز ۱۷ اوت، ضمن سلطه بر گذرگاه بزرگی در کرانه غربی رود ووپ در شمال یارتسفو و فائق آمدن بر دفاع سپاه ۵ ارتش نهم ورماخت، تلفات جدی به لشکرهای صد و شصت و یکم و پنجم پیاده‌نظام آن وارد آورد و روز ۱۸ اوت ۱۰ کیلومتر در عمق دفاع آن‌ها نفوذ کرد. ارتش بیست و نهم شوروی نیز توانست گذرگاهی بر رود دوینای غربی در ناحیه ولیژ به دست آورد. به هر حال حمله سپاه ۴۰ موتوریزه گروه زرهی ۳ ورماخت موجب عقب رانده شدن مجدد ارتش‌های بیست و دوم و بیست و نهم شوروی به آن سوی رود دوینای غربی گردید. در جریان این حمله ارتش بیست و دوم شوروی از ۲۹ اوت در ناحیه ولیکیه لوکی به محاصره درآمد و در نهایت منهدم شد. تهاجم ارتش سی‌ام شوروی برای یاری‌رسانی به این ارتش‌ها در شرق ولیژ، موجب گشوده شدن یک شکاف در خط نیروهای آلمانی و رخنه یک هفته‌ای گروه سواره‌نظام دوواتور متشکل دو لشکر پنجاهم و پنجاه و سوم سواره‌نظام، در عمق اراضی پشت خط مقدم ورماخت و مشغول نگاه داشتن سه لشکر آلمانی جهت مراقبت از این اراضی، گردید.

### ضد حملات نهایی ارتش سرخ
استاوکا روز ۲۵ اوت به جبهه‌های غربی، ذخیره و بریانسک شوروی فرمان به اجرای ضد حملات در محورهای اسمولنسک، یلنیا و نووزیبکوف داد تا ادامه تهاجم آلمانی‌ها دفع و در عمل کل گروه ارتش مرکز ورماخت شکست داده شود. بر این اساس جبهه غربی موظف بود با عملیات در تمامی خط مقدم خود از توروپتس تا یارتسفو در همکاری با جناح چپ جبهه ذخیره تا روز ۸ سپتامبر خود را به ولیژ، دمیتروف و اسمولنسک برساند. بدین منظور ارتش‌های شانزدهم، نوزدهم، بیستم و سی‌ام شوروی می‌بایست در جهت دوفووشچینا در شمال اسمولنسک یورش می‌بردند و ارتش‌های بیست و دوم و بیست و نهم شوروی نیز در جهت حمایت از آن‌ها به سمت ولیژ و بلیی حمله می‌کردند. در مجموع مأموریت جبهه غربی شوروی قطع خطوط ارتباطاتی آلمان در غرب اسمولنسک و تصرف این شهر بود. در همین حال ارتش‌های بیست و چهارم و چهل و سوم در جناح چپ جبهه ذخیره شوروی به فرماندهی ژوکوف می‌بایست تمرکز دشمن در ناحیا یلنیا را منهدم و این شهر را تصرف می‌کردند و خود را تا ۸ سپتامبر به خیسلاویچی و پتروویچی می‌رساندند. در این جهت تهاجم اصلی جبهه ذخیره بر دوش ارتش بیست و چهارم قرار گرفته بود که می‌بایست به گذرگاه آلمانی‌ها بر رود دسنا در یلنیا حمله می‌نمود. در سومین و بلندپروازانه‌ترین قسمت ضدحمله در ناحیه اسمولنسک، جبهه بریانسک با دریافت ارتش‌های سوم، سیزدهم، بیست و یکم و پنجاهم از جبهه منحل شده مرکزی شوروی، می‌بایست مستقیماً به گروه زرهی ۲ حمله می‌کرد و با انهدام آن شرایط دفاعی مستحکمی در شمال کیف فراهم می‌ساخت. استاوکا امیدوار بود با اجرای این ضد حملات تهاجم آلمانی‌ها به سمت کیف متوقف یا به شدت تضعیف شود.
استاوکا مقرر ساخت ارتش‌های سی و یکم، چهل و نهم، سی و دوم و سی و سوم جبهه ذخیره شوروی در موقعیت پیشین در شرق باقی بمانند و به تقویت مواضع دفاعی خود ادامه دهند. نیروهای تهاجمی می‌بایست در تمامی طول ضد حملات در همه سطوح فرماندهی عملیات‌های شناسایی سازمان‌یافته و منظمی، مخصوصاً در جناحین بدون حفاظت، صورت می‌دادند تا از هرگونه غافلگیر شدن توسط دشمن جلوگیری شود. همچنین پس از تصرف هر نقطه و موضعی از دشمن، نیروهای شوروی می‌بایست آن را با احداث موانع دفاعی مستحکم می‌کردند.
به هر صورت این ارتش‌های به تازگی بسیج‌شده شوروی عموماً از سربازان وظیفه و نیروهای ذخیره تشکیل شده بودند و تسلیحات لازم از جمله تانک و توپخانه کمی در اختیار داشتند.

#### ضدحمله جبهه غربی
پس از چند حمله ابتدایی در روزهای ۲۸ و ۲۹ اوت، ارتش‌های شانزدهم، نوزدهم و بیستم جبهه غربی شوروی از روز ۱ سپتامبر یورش ترکیبی اصلی خود به مواضع آلمانی‌ها در شرق اسمولنسک را آغاز نمودند. این یورش موجب نبرد مداوم ۹ روزه گردید که فشار شدیدی بر آلمانی‌ها وارد کرد. حمله گسترده ارتش شانزدهم شوروی با پشتیبانی حدود صد تانک لشکر یکم تانک، لشکرهای بیست و هشتم پیاده‌نظام و چهاردهم پیاده‌نظام موتوریزه ورماخت را متحمل تلفات سنگین کرد اما در نهایت با برخورد به دفاع مؤثر ضد تانک آلمان با خوردن خسارات شدید متوقف گشت. به هر صورت با تحمل تلفات سنگین، نیروهای شوروی تنها موفقیت‌های محدودی به دست آوردند. در نهایت روز ۸ سپتامبر بوریس شاپوشنیکوف، رئیس ستاد کل ارتش سرخ دستور به اتخاذ حالت دفاعی توسط جبهه غربی داد تا نبرد سه هفته‌ای در شرق و شمال شرقی اسمولنسک به پایان برسد.

#### ضدحمله جبهه ذخیره
در این زمان ارتش بیست و چهارم جبهه ذخیره شوروی سازمان‌دهی مجدد گردید و با دریافت سه لشکر دیگر توان خود را تا ۲۳ اوت به ۱۰ لشکر از جمله دو لشکر صد و دوم و صد و پنجم تانک و لشکر صد و سوم موتوریزه رساند. ژوکوف فرمان به بازپس‌گیری یلنا توسط ارتش بیست و چهارم و روسلافل توسط ارتش چهل و سوم شوروی داد. ارتش پنجاهم جبهه بریانسک شوروی موظف به پشتیبانی از عملیات ارتش چهل و سوم شوروی با یورش از ژوکووکا به سمت شمال غربی گشت. در این حملات دیگر از تاکتیک تهاجم با گردان‌ها استفاده نمی‌شد بلکه ارتش سرخ با تمام نیروی لشکرهایش با پشتیبانی زرهی و توپخانه، در خط مقدمی کوچک پیش می‌رفت. شکستن دفاع آلمانی‌ها توسط ۹ لشکر از ۱۳ لشکر ارتش بیست و چهارم صورت می‌گرفت. چهار لشکر مابقی در جانب شرقی رود اوژا حالت تدافعی خود را حفظ می‌کردند. عملیات تعیین‌کننده تهاجمی در قسمت شمالی منطقه محدب با لشکرهای صد و دوم تانک و صد و هفتم و صدم تفنگ‌دار ارتش سرخ انجام می‌شد. این یگان‌ها بیشترین توان را داشتند و در خط مقدم باریک ۴ تا ۵ کیلومتری مستقر بودند. قسمت جنوبی شامل لشکرهای سیصد و سوم تفنگدار و صد و ششم موتوریزه شوروی می‌شد که می‌بایست در خط مقدمی ۸ کیلومتری در حوالی لئونووا پیشروی می‌کردند. دو لشکر نوزدهم و سیصد و نهم تفنگ‌دار شوروی دقیقاً در شرق منطقه محدب قرار گرفته بودند و موظف گشتند از نوک منطقه محدب مستقیماً به سمت یلنیا بروند. دو ارتش جبهه ذخیره شوروی می‌بایست تا ۱۵ سپتامبر خود را به دولگی‌نیوی و پتروویچی می‌رساندند.
تهاجم بامداد روز ۳۰ اوت با حملات پیاده‌نظام ارتش سرخ به برخی نقاط کلیدی آغاز شد. سپس از ساعت ۷:۳۰ صبح، تمام ۸۰۰ توپ ارتش بیست و چهارم شوروی به همراه تعداد زیادی خمپاره‌انداز و موشک‌اندازهای کاتیوشا شروع به کوبیدن مواضع آلمانی‌ها درون منطقه محدب کردند. حدود ۶۰ هزار سرباز ارتش سرخ تهاجم را در مقابل ۷۰ هزار سرباز آلمانی در مواضع آماده ولی با عمق کم در خط مقدمی ۷۰ کیلومتری، به انجام می‌رساندند. پس از سه ساعت گلوله‌باران توپخانه حمله ارتش سرخ از قسمت جنوبی آغاز شد و موفقیت‌های محدودی حاصل کرد.
در قسمت شمالی، تهاجم غافلگیرانه بدون آماده‌سازی توپخانه، لشکر صد و سی و هفتم پیاده‌نظام سپاه ۹ ورماخت را در گردن منطقه محدب هدف گرفت. نیروهای شوروی در ابتدا شکاف کوچکی در خط آلمانی‌ها در طول رود اوژا باز کردند. در ادامه همراه با گلوله‌باران توپخانه، شکاف بزرگ‌تری توسط ۶ گردان ارتش سرخ در سادکی در ۱۰ کیلومتری شمال غربی یلنیا باز شد و نیروهای شوروی یک کیلومتر در عمق نفوذ نمودند و تعدادی جایگاه دفاعی ورماخت را از بین بردند. ورماخت موقتاً سادکی را از دست داد اما تا سپیده دم روز بعد آن را پس گرفت. فشار در این ناحیه با ورود ۴۰ تانک شوروی در همکاری مناسب نزدیک با پیاده‌نظام، استمرار یافت. در این شرایط نبود توپخانه خودکششی که می‌توانست نقشی حیاتی در دفاع ضد تانک ایفا کند، خسارت زیادی به پیاده‌نظام ورماخت تحمیل کرد. نفوذ جدیدی در قسمت سادکی و شرق آن، شکاف در خط مقدم ورماخت را به سه کیلومتر رساند و خط مقدم در بخش شمالی گردن منطقه محدب را دو کیلومتر به داخل برد.
در این زمان فرماندهان آلمانی به قصد دشمن در نفوذ در اطراف منطقه محدب در شمال در طول رود اوژا و در جنوب در قسمت لشکر دویست و شصت و هشتم پیاده‌نظام سپاه ۲۰ ورماخت در لئونووا، پی بردند. حملات در قسمت جنوبی در حقیقت تنها اقدامات ایذایی درکشیدن نیروهای ذخیره احتمالی ورماخت به سمتی اشتباه بود تا حمله اصلی در طول رود اوژا در شمال انجام شود. ضربه سخت به لشکر هفتاد و هشتم پیاده‌نظام ورماخت در شمال یلنیا آن را وادار به عقب‌نشینی دو کیلومتری کرد. نیروهای شوروی تا روز ۱ سپتامبر خط آهن یلنیا به سمت غرب را قطع نمودند. تعدادی از یگان‌های ارتش سرخ با نفوذ به پشت خط مقدم لشکر دویست و نود و دوم پیاده‌نظام ورماخت در جناح راست لشکر هفتاد و هشتم پیاده‌نظام آن، مقداری از تدارکات آلمانی‌ها را از بین بردند. لشکر دویست و نود و دوم پیاده‌نظام ورماخت خود تحت فشار شدید، در تلاش جهت کنترل نفوذ دیگری از دشمن در شمال شرقی منطقه محدب بود. روز ۲ سپتامبر افسر عملیات‌های این لشکر به سپاه ۲۰ ورماخت گزارش کرد این یگان «نزدیک به حد نهایی تحمل خود» رسیده‌است. نیروهای آلمانی قادر به از بین بردن این دو نفوذ ارتش سرخ نبودند. تمامی جناح شمال غربی سپاه ۲۰ ورماخت و جناح شرقی سپاه ۹ ورماخت در قسمت شمالی گردن منطقه محدب در خطر عقب رانده شدن قرار داشتند. لشکر صد و سی و هفتم پیاده‌نظام سپاه ۹ ورماخت در روزهای ۳۰ و ۳۱ اوت ۵۰۰ نفر و در روز ۱ سپتامبر ۷۰۰ نفر دیگر را دست داد تا مجموع تلفات آن از هنگام ورود به منطقه محدب به ۳ هزار نفر برسد. به دستور سپهبد ماترنا، فرمانده سپاه ۲۰ ورماخت آتش تمامی آتشبارهای توپخانه موجود در منطقه محدب که در برد آن بودند، بر رخنه دشمن در قسمت شمال شرقی متمرکز گشت. لشکر دویست و نود و دوم پیاده‌نظام ورماخت با آخرین قوای ذخیره خود در نهایت قادر به بستن این شکاف تا عصر روز ۲ سپتامبر شد.

## عقب‌نشینی ورماخت از یلنیا
بدین شکل، با وجود ضد حملات قدرتمند و مکرر نیروهای ورماخت، ارتش بیست و چهارم شوروی نیروهای آلمانی در منطقه محدب یلنیا را در خطر محاصره از شمال و جنوب قرار داده بود. درگیری‌های شدید در نواحی دیگر به آلمانی‌ها اجازه انتقال نیروی کمکی به یلنا را نمی‌داد. در نهایت پس از توافق فرماندهی عالی نیروی زمینی آلمان بر سر این که ورماخت تا اواخر ماه سپتامبر قادر به هر گونه تهاجم به سمت شرق نخواهد بود، گروه ارتش مرکز ورماخت چاره‌ای جز دستور به عقب‌نشینی در حین مبارزه از مواضع پیشین در منطقه محدب یلنیا در عصر روز ۳ سپتامبر نداشت. با وجود این که پیش از این از تصمیم فن بک بر حفظ یلنیا با قدرت پشتیبانی کرده بود، هالدر نیز هم‌اکنون متوجه بی‌ثمر بودن فرستادن نیروهای ذخیره بیشتر به این برآمدگی شده بود و اعتراضی در این باب نکرد.
تصمیم بر این شد که عقب‌نشینی در سه مرحله تحت نظارت فیلدمارشال فن کلوگه انجام بگیرد.
1. عقب‌نشینی یگان‌های عقبه و تدارکات در شب ۴ سپتامبر
2. عقب‌نشینی نیروهای شرق منطقه محدب به غرب شهر یلنیا در شب ۵ سپتامبر
3. تکمیل عقب‌نشینی تمامی نیروها به سمت غرب به خط مقدم طول رودهای اوستروم و استریانا در شب ۶ سپتامبر[۳۷]

اوایل صبح روز ۵ سپتامبر آخرین عناصر لشکر هفتاد و هشتم پیاده‌نظام ورماخت در شرق رود اوژا، شامل بخش‌هایی از لشکر صد و سی و هفتم پیاده‌نظام ورماخت که از یگان خود جدا شده بودند، شروع به دور زدن فرورفتگی خط مقدم در ناحیه سادکی به سمت غرب کردند. نیروهای ارتش سرخ در سادکی حملاتی را صورت دادند اما لشکر صد و سی و هفتم پیاده‌نظام ورماخت آن‌ها را دفع نمود. حوالی ساعت ۶ عصر ارتش سرخ گلوله‌باران توپخانه شدیدی علیه لشکر صد و سی و هفتم پیاده‌نظام ورماخت آغاز کرد که تا شب هنگام ادامه داشت. این گلوله‌باران با وجود ناهموار کردن سطح زمین، باعث پوشش عقب‌نشینی نیروهای آلمانی شد. مه غلیظ نیز مانع از امکان شناسایی نقاط ضعف نیروهای در حال عقب‌نشینی می‌گردید. در این زمان، ژوکوف به استالین گزارش کرد نیروهای او مخصوصاً از لحاظ قوای تانک، قدرت کافی جهت به محاصره درآوردن آلمانی‌ها در منطقه محدب از جانب غرب را ندارند. با این حال به نظر می‌رسد اگر نیروهای آلمانی به موقع دست به عقب‌نشینی نمی‌زدند، سپاه‌های ۹ و ۲۰ ورماخت به احتمال زیاد به محاصره می‌افتادند.
پس از چندین روز مبارزه سنگین لشکر نوزدهم تفنگ‌دار شوروی ۵ سپتامبر وارد یلنیا شد و تا روز بعد به کمک چهار لشکر دیگر، شهر را به تصرف درآورد. نیروهای ارتش بیست و چهارم شوروی در تعقیب آلمانی‌ها، با گذر از رود دسنا، ۲۵ کیلومتر پیشروی کرده و تا روز ۸ سپتامبر به دفاع آماده ورماخت در رودهای اوستروم و استریانا رسیدند. با برخورد به مقاومت شدید آلمانی‌ها پیشروی ارتش سرخ در این موضع متوقف شد. دو روز بعد به درخواست ژوکوف، به جهت تلفات سنگین این جبهه و شرایط متزلزل در بخش جنوبی، استاوکا تهاجم جبهه ذخیره شوروی را به پایان رساند. عملیات در یلنیا نخستین مورد رخنه موفقیت‌آمیز نیروهای ارتش سرخ در دفاع آماده آلمانی‌ها و بازپس‌گیری اراضی زیادی از آن‌ها بود. به هر صورت این پیروزی به بهای گرانی حاصل شد به شکلی که از مجموع قریب به ۱۰۳ هزار نفر نیروی به کار رفته در آن حدود ۱۱ هزار نفر کشته، مفقود یا اسیر و ۲۰ هزار تن دیگر مجروح شدند. یکی از عمده دلایل ادامه نیافتن این دستاوردها نبود پشتیبانی هوایی کافی و مؤثر بود.
با این حال، ارتش سرخ آموزه‌های زیادی از تاکتیک‌های رزمی ورماخت در درگیرهای یلنیا به دست آورد و روش‌های جدیدی برای بهره‌گیری از نقاط ضعف آن خلق کرد. یکی از این آموزه‌ها این مسئله بود که یگان‌های متحرک ورماخت بدون پشتیبانی پیاده‌نظام و توپخانه اضافه، قادر به فائق آمدن بر دفاع مستحکم با پوشش توپخانه در شرایط جغرافیایی نامساعد نیست؛ مسئله‌ای که باعث شد لشکرهای داس رایش اس‌اس و لشکر دهم زرهی ورماخت نتوانند به سمت دوروگوبوژ پیش بروند و محاصره ناحیه اسمولنسک را تکمیل نمایند. همچنین مشخص شد دفاع ثابت ورماخت با اتکا صرف بر پیاده‌نظام و توپخانه بدون ذخیره متحرک تا چه اندازه آسیب‌پذیر است؛ بدین شکل به محض اینکه تانک‌ها و توپ‌های خودکششی ورماخت از ناحیه یلنیا خارج شدند، مدت کوتاهی بعد ارتش سرخ قادر به رخنه در دفاع آلمانی‌ها گشت که پیاده‌نظام ورماخت قادر به بستن آن نبودند. در نهایت تأثیر بسزای توپخانه از جمله توپخانه سنگین در تحولات میدان نبرد هویدا گشت. در مشاهداتی که ژوکوف از منطقه صورت داد مشخص گشت گلوله‌باران توپخانه ارتش سرخ چه آثار مخربی بر استحکامات دفاعی ورماخت گذاشته و حتی پناهگاه‌های زیرزمینی آن‌ها را نیز از بین برده‌است.
نامناسب بودن شرایط جغرافیایی مواضع دفاعی ورماخت در یلنیا و نبود پشتیبانی زرهی و موتوریزه اثر بدی بر تحولات این ناحیه برای آلمانی‌ها گذاشت. شدت درگیری‌ها بر سر ناحیه یلنیا به اندازه‌ای شدید بود که برخی از افسران مسن‌تر آن را با تجربیات در وردون در سال ۱۹۱۶ مقایسه کردند. نبردهای اطراف یلنیا خسارت‌بارترین درگیری نیروی زمینی آلمان از سال ۱۹۱۸ به حساب می‌آمدند. برآورد مجموع تلفات ورماخت با اسناد آلمانی کار دشواری است. سپاه ۲۰ ارتش چهارم ورماخت در حال دفاع از ناحیه یلنیا در مجموع متحمل ۲۳ هزار نفر تلفات شد. شش لشکر ورماخت که از ۲۹ ژوئیه تا ۲۹ اوت غالباً داخل منطقه محدب بودند، به شکل میانگین روزانه ۵۰ تا ۱۰۰ نفر از نیروهای خود را به شکل کشته و زخمی از دست دادند. لشکر دویست و شصت و سوم پیاده‌نظام ورماخت در عرض تنها یک هفته‌ای که درون برآمدگی یلنیا بود ۱۲۰۰ تن از نفرات خود را از دست داد. این آمار موجب برآورد میزان ۱۸ هزار تا ۳۵ هزار نفر تلفات برای آن‌ها در این مدت می‌شود. با این وجود، تلفات ورماخت در منطقه محدب یلنیا از ۳۰ اوت تا ۳ سپتامبر بسیار بیشتر بود. ژوکوف پس از جنگ مدعی شد آلمانی‌ها در ناحیه یلنیا مجموعاً متحمل ۴۵ تا ۴۷ هزار نفر تلفات گشتند که با دربر گرفتن تلفات سپاه ۹ ورماخت در طول رود دسنا، برآوردی دقیقی به نظر می‌آید. این میزان معادل نیروهای سه لشکر کامل بود. گفته می‌شود اگر شرایط آب‌وهوایی در دو روز آخر عقب‌نشینی آلمانی‌ها بد نبود، ارتش سرخ می‌توانست تلفات بسیار سنگین‌تری به دو سپاه ورماخت بزند. به هر صورت تلقات آلمانی‌ها در ناحیه یلنیا کمتر از تلفات شوروی بود. ژوکوف در جریان نبرد بر سر یلنیا حدود ۳۲ هزار نفر از نفرات خود را از دست داد که حدود سوم از قوای به کار گرفته شده در این عملیات تهاجمی بود. رهبری تاکتیکی ضعیف و دست زدن ارتش سرخ به حملات مستقیم «کورکورانه» علیه مواضع دفاعی دشمن، با وجود برتری عددی بسیار زیاد، مزیت بالایی به آلمانی‌ها می‌بخشید.
این نخستین عقب‌نشینی عملیاتی آلمانی‌ها در طول جنگ جهانی دوم بود. با وجود این که آلمانی‌ها سعی داشتند این مسئله را به عنوان «عقب‌نشینی تاکتیکی» یا «صاف کردن خط مقدم» جلوه دهند، خروجی نبرد در ناحیه یلنیا به روشنی حاصل از اقدامات ارتش سرخ بود که به شکست ورماخت انجامید. به عقیده برایان فیوگِیت، تاریخدان آمریکایی، اصرار گودریان بر استفاده از سپاه ۴۶ موتوریزه ورماخت که توسط فرماندهی عالی نیروی زمینی آلمان تا میانه ضدحمله ارتش سرخ به عنوان نیروی ذخیره در این ناحیه باقی مانده و توانسته بود نقش مؤثری در دفع حملات اولیه ارتش سرخ بازی کند، در نبرد کیف، موجب وارد آمدن تلفات سنگین به پیاده‌نظام ارتش چهارم ورماخت در ناحیه یلنیا شد. به عقیده او اگر این سپاه در موقعیت پیشین باقی می‌ماند ضربه سختی به نیروهای جبهه ذخیره شوروی که قصد بازپس‌گیری ناحیه یلنیا را داشتند، وارد می‌آمد به گونه‌ای که دفاع از مسکو را برای شوروی با اختلال مواجه می‌ساخت. لشکرهای ارتش چهارم ورماخت هیچگاه از آسیب متحمل شده در این نبردها بازیابی نشدند؛ به وجهی که برخی تاریخ‌نگاران کندی و انفعال این ارتش در ماه نوامبر در نبرد مسکو را حاصل از آن می‌دانند.